# トラック野郎・御意見無用
『トラック野郎・御意見無用』（トラックやろう・ごいけんむよう）は、1975年8月公開の日本映画。
満艦飾のトラックが日本全国津々浦々駆け巡り、主人公・一番星こと星 桃次郎に菅原文太、相棒･やもめのジョナサンこと松下 金造に愛川欽也、マドンナ・倉加野 洋子に中島ゆたか、ライバル・関門のドラゴンに佐藤允が扮して巻き起こす、喜劇と活劇に哀愁が満載の痛快娯楽映画『トラック野郎』シリーズ第1弾。
元々は盆興行後の穴埋め作品として作成されたためシリーズ化の予定は無かったが、公開初日の丸の内東映劇場に1500人が入場、封切り配給収入4億1900万円、最終配給収入は7億9410万円を記録。空前の大ヒットとなりシリーズ化が急遽決定。この年12月には2作目が正月作品として公開された（トラック野郎#作品誕生の経緯とシリーズ化も参照）。

## ストーリー
下関。拡声器で「緊急自動車」と偽り、渋滞を巧みに切り抜ける2台のトラック。「一番星」こと星桃次郎（菅原文太）の運転する11トン車「一番星号」と、「やもめのジョナサン」こと松下金造（愛川欽也）の4トン車「ジョナサン号」である。2人は拠点の川崎に戻り、桃次郎はソープランド、ジョナサンは妻・君江（春川ますみ）と7人の子供の待つ自宅へ。事の済んだ2人は一路東北へ向かう。
盛岡のドライブイン「くるまや」を訪れた桃次郎は、ウェイトレスの倉加野洋子（中島ゆたか）に一目惚れ。一方で、女運転手の「モナリザお京」こと竜崎京子（夏純子）は、逆に桃次郎に想いを寄せていた。
柴田（安岡力也）の乗るトラックが追い越しざまに一番星号の飾りを壊したことで、路上での乱闘騒ぎに発展。桃次郎とジョナサンは警察署で署長（小松方正）直々に説教を受ける。ジョナサンは元警官で、運転手が恐れる「花巻の鬼台貫」と呼ばれる存在だったが、パトカーの飲酒運転が原因で懲戒免職になっていたのであった。
青森でお調子者の千吉（湯原昌幸）と出会い、桃次郎が仲間に入れると言ったのが元で、桃次郎とジョナサンは仲違いをしてしまう。桃次郎は洋子に花を送って気を引こうとするが、千吉は間違えてお京に渡してしまう。喜ぶお京、困惑する桃次郎。
そんな中、九州のトラック野郎「関門のドラゴン」こと竜崎勝（佐藤允）が、桃次郎にワッパ勝負を挑んでくる。2台の11トン車が夜の公道で激しいデッドヒートを繰り広げるが、桃次郎は同乗した千吉に水を刺され負けてしまう。その後、千吉はジョナサンの悪口を言ったために桃次郎に捨てられるが、たまたま通りかかったお京に拾われる。千吉は花を渡す相手を間違えていた事実を話し、その理由について「お京の方が美人だと思ったから」と語る。
ドラゴンと洋子が一緒に出かけるのを目にした桃次郎は追跡し、2人がモーテルに入って行くのを見てしまう。単なる早とちりに過ぎなかったが、それが引き金でドラゴンと殴り合いの大乱闘となる。喧嘩はお京に止められ終息、さらにはお京がドラゴンの妹と判明する。ドラゴンは妹が惚れている桃次郎の品定めに来ていたのだった。しかし、お京の恋は終わっていた。
その後、桃次郎とジョナサンの仲も修復される。海で2人が水浴びをしている間に、一番星号に幼い寺山由美（角所由美）が捨てられていた。ジョナサンは「1人増えても変わらない」と養子に迎え入れたため、松下家の子供は8人になる。
「トラックを降り、九州に近々戻る」というお京に、千吉は思い切って告白。運転手仲間から冷やかされるものの、ジョナサンの仲立ちでお京が受け入れ、成就する。
由美がテレビのねぶた祭りを見て踊り出したのを見て、桃次郎とジョナサンは由美を連れて一路青森へ。そこで偶然、由美の父親の知人である土田（井上昭文）に出会う。由美の父親・正吉は、3日前にトンネル工事の爆破に巻き込まれて命を落としていた。その遠因は、警官に過積載やスピード違反で目の敵にされ、免停となってトラックを手放す羽目になり、女房にも逃げられたからであった。その警官の名を尋ねるジョナサンに、土田は「花巻の鬼代官（=台貫）」と答えた。唖然とするジョナサン。
後悔の念に囚われたままのジョナサンは、後日、台貫場に遭遇する。過積載を咎められ、土下座する運転手（宮崎靖男）を見ていたたまれなくなったジョナサンは台貫場に突進し、設備を破壊してしまう。病院送りになったジョナサンを見舞いに訪れた家族は、包帯姿になっているものの致命的な怪我を負っていなかったジョナサンを見て安堵する。しかし、妻の君江に陣痛が。こうして松下家に第8子が誕生した（養子がいるため、実際の人数は9人）。
桃次郎は洋子に想いを伝えようとするが、洋子には松岡明（夏夕介）という好きな男がいることを知る。明はトラック野郎だったが、居眠り運転で人を轢き殺しており6,000万円の賠償金を負っていた。3割から4割も引かれる生活を3年間続けてきた明だったが、相手は大金持ちで、毎月の支払いに対して「銀座の一晩の払いにもならない」と嘲る始末。それで支払う気が失せた明に代わり、洋子が支払いを続けてきたのだった。その明は今日、遠洋漁船で日本を離れるという。自暴自棄になり「抱いて！」と叫ぶ洋子。
桃次郎は洋子と明の仲を取り持つために、盛岡から下北港まで8時間かかるところを3時間で送り届けるという、恋の飛脚役を買って出る。交機の白バイやパトカーに追われても、幅寄せで道路の外に押し出す。道路封鎖は突き進み突破する。道なき道を走破し、飾りを破損させ、泥水を浴び、それでも驀進する。
一番星号は2時間半で無事に下北港に到着し、洋子と明は再会を果たす。桃次郎のアドバイス通り「2人でやり直そう」と申し出る洋子。それを見届けた桃次郎は、何も言わずに一番星号と共に走り去って行った。
その後、公道にはジョナサン号を牽引する一番星号の姿があった。

## スタッフ
- 監督 - 鈴木則文
- 企画 - 高村賢治
- 脚本 - 鈴木則文　澤井信一郎
- 音楽 - 木下忠司
- 主題歌 - 菅原文太　愛川欽也（東芝EMI/東芝レコード[2]）
  - 一番星ブルース（作詞:阿木燿子 / 作曲:宇崎竜童 / 編曲:ダウン・タウン・ブギウギ・バンド）
- 挿入歌 - ダウン・タウン・ブギウギ・バンド
  - トラックドライビングブギ（作詞:阿木燿子 / 作曲:宇崎竜童 / 編曲:ダウン・タウン・ブギウギ・バンド）
- 撮影 - 仲沢半次郎
- 照明 - 山口利雄
- 録音 - 内田陽造
- 美術 - 桑名忠之
- 編集 - 田中修
- 助監督 - 馬場昭格
- 記録 - 勝原繁子
- 装飾 - 米沢一弘
- 装置 - 井保国夫
- 美粧 - 住吉久良蔵
- 擬斗 - 日尾孝司
- 衣裳 - 内山三七子
- 美容 - 花沢久子
- スチール - 藤井善男
- 演技事務 - 山田光男
- 進行主任 - 堀賢二
- 企画協力 - カントリー
- 協力
  - トラックアクセサリー専門店　塚本屋中村商店
  - ニットータイヤ
  - アートトラックグループ哥麿会
- 現像 - 東映化学
- 製作 - 東映

## 出演
- 星桃次郎（一番星） - 菅原文太
- 倉加野洋子 - 中島ゆたか
- 竜崎京子（モナリザお京） - 夏純子（松竹）
- 万田千吉 - 湯原昌幸
- 松下君江（母ちゃん） - 春川ますみ
- 乗用車の運転手 - 石橋正次（友情出演）
- ヤクザ風の男 - 黒田征太郎（友情出演）
- 松岡明 - 夏夕介
- 本物の警官（正田） - 由利徹
- 署長 - 小松方正
- トラックショップ店主 - 南利明
- 張摩良治（さすらいの童貞） - 鈴木ヒロミツ
- 土田 - 井上昭文
- 岩村五郎 - 誠直也
- 柴田 - 安岡力也
- 警官 - 大泉滉　※未出演
- 花屋の主人 - 谷村昌彦
- 小松虎男 - 佐藤晟也
- リリィ - 芹明香
- テル美 - 叶優子
- 高木トモ子（ウェイトレス） - 小坂知子
- 丸井ミドリ（ウェイトレス） - 佐々木梨里
- 六号線のマリー - 小林千枝
- イサ美 - 城恵美
- ナオ美 - 相川圭子
- 山上武 - 祝真一
- 警官 - 高月忠
- 運転手 - 清水照夫
- ヤクザ風の男 - 司祐介
- 運転手（まむしの兄弟） - 相馬剛三
- 運転手 - 三上良
- 次長 - 大木伍郎
- 松下幸之助 - 梅地徳彦
- 松下幸次郎 - 梅津昭典
- 松下美智子 - 白取雅子
- 松下華子 - 菊地優子
- 松下幸三郎 - 大久保純
- 松下サヤ子 - 鈴木照江
- 寺山（松下）由美 - 角所由美
- 松下幸四郎 - 一条寛之
- 坂本マツ - 山本緑
- 看護婦 - 村松美枝子
- 杉井恵子
- アケ美 - 浜えりな
- マス美 - 鏡レオ
- ヤクザ風の男 - 幸英二
- 運転手 - 比良元高
- 運転手 - 山浦栄
- 運転手 - 五野上力
- 運転手 - 泉福之助
- 運転手 - 宮崎靖男（ノンクレジット）
- ガソリンスタンド従業員 - ダウン・タウン・ブギウギ・バンド（宇崎竜童、和田静男、新井武士、相原誠）
- 竜崎勝（関門のドラゴン） - 佐藤允
- 松下金造（やもめのジョナサン） - 愛川欽也
- ※以下クレジットなし
  - 運転手 - 、宮地謙吾、佐川二郎、畑中猛重、美原亮、高野隆志[要出典]

## 同時上映
『帰って来た女必殺拳』
- 脚本：金子武郎・掛礼昌裕／監督：山口和彦／主演：志穂美悦子
- 『女必殺拳シリーズ』第3作。

## 備考
主なロケ地
ドライブイン「くるまや」のシーンは、埼玉県東松山市の田園食堂（後の天然の味田園、2017年12月25日閉店）で行われた。
同市神戸地区の都幾川にかかる神戸大橋と、周辺の田園地帯でもロケが行われた。
芸文社カミオン：本作の公開45周年に合わせ2020年8月号に「大人の自由研究 第2弾」として、ロケ地の写真とコメントが書かれた企画が掲載になった。ロケ地となった青森県、岩手県、神奈川県、埼玉県、千葉県、東京都の主な撮影箇所が網羅された内容になっている。上記ドライブインのロケ先となった「天然の味田園」のレバニラ定食の写真なども載っている。
トラック野郎#作品誕生の経緯とシリーズ化にもある通り、当初はシリーズ化の予定はなかった。そのため、後のシリーズと以下のような違いがある。
マドンナ
本作のみ、マドンナ役を東映の女優（中島ゆたか）が演じている。また、唯一クレジットが単独ではない（夏純子と連名）。
ライバル
次作以降では、「クライマックスの警察との激突」で援護に入るのがほぼ定番化しているが、本作では登場しない。
トメ（最後）の手前、という位置は次回作以降ほぼ定番化しているが、本作ではダウン・タウン・ブギウギ・バンドと連名になっている（第7・9・10作も同様に連名）。
ジョナサンの設定
トレードマークの「虎縞の腹巻」はしているものの、帽子は被っていない（次作から使用）。
喧嘩のシーンで殴りかかる、桃次郎に喧嘩を挑むなど、次作以降とは違い血の気が多い描写がある。
桃次郎を「一番星」と呼ぶ（次回作も同様。第3作以降、「桃さん」が定着している）。
車両
一番星号、ジョナサン号ともに次作から一新される。2代目は最終作まで使用。
- 初代一番星号（三菱ふそう・T951型）
- ジョナサン号（三菱ふそう・T650前期型）
- 2代目一番星号三菱ふそう・FU型
- 2代目ジョナサン号（三菱ふそう・T652型）
- 予告編のBGMには、「不良番長 のら犬機動隊」のBGMの一部と、「不良番長 一網打尽」と「不良番長 骨までしゃぶれ」のオープニング曲が使われており、特報には「直撃! 地獄拳」の一部が使われている。